# Колосінська Ніна Миколаївна
Ні́на Микола́ївна Колосінська (Лопуга) (24 жовтня 1994, Вараш, Рівненська область, Україна) — лейтенант медичної служби Збройних Сил України, лікарка-анестезіологиня, учасниця російсько-української війни, що відзначилася у ході російського вторгнення в Україну в 2022 році, що врятувала десятки життів людей у Маріуполі та у російському полоні.

## Життєпис
Ніна Лопуга народилася 1994 року в місті Вараші на Рівненщині в родині педагогині та пожежника. Після закінчення Вараського ліцею № 5 із «золотою» медаллю, вступила до Тернопільського національного медичного університету імені І. Я. Горбачевського, який також закінчила з відзнакою. Потім здобула другий освітній ступінь магістра в Українській військово-медичній академії, одержала диплом за спеціальністю анестезіологія. У цей час одержувала академічну стипендію Президента України (в 2020 році) та іменну стипендію Верховної Ради України (в 2021 році).
Після закінчення навчання Ніна Колосінська разом з чоловіком, також військовим медиком, у вересні 2021 року за розподілом потрапила до Маріуполя Донецької області. Обидва працювали у військовому госпіталі у Волновасі.
З початком повномасштабного російського вторгнення в Україну вона мала змогу виїхати, однак залишилася поряд із чоловіком. Коли їхній гарнізонний шпиталь № 555 у Кальміуському районі Маріуполя 16 березня 2022 року розбомбили, разом із чоловіком допомагали пораненим на «Азовсталі». Потрапила в російський полон 18 травня 2022 року. Майже 4 місяці перебувала в колонії в Оленівці, потім два тижні у Воронезькій області й далі — у Таганрозі в рф. Її звільнили разом із 107 заручницями 17 жовтня 2022 року.

## Родина
З майбутнім чоловіком Андрієм Колосінським познайомилася під час навчання на шостому курсі Тернопільського національного медичного університету імені І. Я. Горбачевського. Ступінь магістра здобувала також разом із майбутнім чоловіком в Українській військово-медичній академії. 23 лютого 2021 року вони одружилися.

## Відзнаки
У серпні 2023 року Forbes Ukraine включив прізвище Ніни Колосінської до четвертого списку «30 до 30».

## Нагороди
- Орден «За мужність» III ступеня (2022) — за особисту мужність і самовіддані дії, виявлені у захисті державного суверенітету та територіальної цілісності України, вірність військовій присязі[9].